# Mai Clifford
Pour les articles homonymes, voir Clifford.
 (février 2020).
Mary « Mai » Clifford (25 septembre 1913 - 11 mars 1986) est une syndicaliste et blanchisseuse irlandaise. Elle est la première femme présidente du Conseil des syndicats de Dublin,.

## Enfance et famille
Mai Clifford est née à Phoenix Park, Glasgow, Écosse, le 25 septembre 1913. Elle est l'aînée d'un forgeron du comté de Kerry, Joseph Hollingsworth, et de sa femme Elizabeth, originaire de Glasgow. La famille Clifford déménage à Dublin en 1915, vivant d'abord à Leinster Square, Rathmines puis à Mill Forge, Templeogue. Les deux parents sont partisans du leader syndical James Larkin. Elle fréquente le couvent de St. Joseph, Terenure, et continue à travailler dans la buanderie Terenure à l'âge de 15 ans.
En 1936, elle épouse un ouvrier du bâtiment, Daniel Clifford (mort en 1963). Daniel joue au football professionnel dans la Ligue d'Irlande à la fin des années 1930. Le couple a deux fils. Ils vivent avec sa famille à Crumlin, d'abord au 1 Windmill Lane puis au 14 Monasterboice Road à partir des années 40, où Clifford vit le reste de sa vie.
Elle meurt à l'hôpital Royal City de Dublin de Baggot Street le 11 mars 1986, et est enterrée au cimetière de Templeogue.

## Carrière
Elle rejoint l'Union des travailleuses irlandaises (IWWU) deux jours seulement après le début de travail à la blanchisserie. Elle est ensuite élue déléguée syndicale. En tant que syndicaliste, elle privilégie la qualité de la vie professionnelle et sociale, la santé et la sécurité. Elle conduit ses collègues à quitter le travail en 1945 dans le cadre d'une grève de 1 500 travailleurs de l'IWWU lors d'une campagne pour une deuxième semaine de vacances annuelles payées pour les travailleurs des blanchisseries commerciales. Au cours de cet arrêt de quatorze semaines, Clifford soutient son mari au chômage et leurs deux jeunes enfants avec une indemnité de grève de 5 shillings par semaine. Les blanchisseuses obtiennent finalement gain de cause auprès de la Federated Union of Employers, le premier groupe de travailleurs irlandais à le faire. Lorsque la blanchisserie Terenure a fermé, Clifford commence à travailler à l'hôtel Shelbourne puis à l'hôpital St Luke's, Rathgar à partir de 1957, où elle travaille comme superviseure dans la lingerie jusqu'à sa retraite en 1983.
Clifford est élue au comité exécutif de l'IWWU en 1956, siégeant comme présidente de 1973 à 1975. Elle participe régulièrement au Congrès irlandais des syndicats (ICTU) en tant que déléguée de l'IWWU, siégeant au comité du Règlement de l'ICTU. Elle fait campagne pour des perspectives de promotion et un salaire égal pour les femmes dans les années 1960 et 1970. En 1970, elle est nommée au comité consultatif des femmes de l'ICTU, s'opposant au traitement préférentiel des femmes professionnelles par rapport aux travailleurs industriels. Lors de son discours présidentiel du congrès annuel de l'IWWU en 1973, elle plaide pour que les femmes adoptent la flexibilité sur le lieu de travail et acceptent toutes les opportunités qui leur sont présentées. En tant que déléguée syndicale, elle voyage à travers l'Europe pour enquêter sur les conditions de travail des femmes dans d'autres pays. Elle rencontre Mikhaïl Gorbatchev, alors ministre de l'agriculture de l'URSS, à Moscou en 1976. Cette réunion provoque la controverse quand elle se présente sans succès aux élections du gouvernement local de 1979 pour le parti travailliste dans le quartier Crumlin-Terenure. Pendant sa campagne, elle est dénoncée par un prêtre local comme communiste.
À partir de 1971, elle est membre de l'exécutif du Conseil des syndicats de Dublin, présidente de ce conseil de 1978 à 1981, première femme à occuper ce poste. Dans ce rôle, elle fait campagne pour la réforme de l'impôt sur le revenu des syndicats en 1979 et 1980, une campagne qui proteste contre le niveau élevé d'imposition des travailleurs « Pay-as-you-earn » par rapport aux travailleurs indépendants. Elle joue un rôle important dans les médias pendant la campagne, prononçant des discours sur la plate-forme et dirigeant des marches de protestation. La campagne culmine avec une marche de 300 000 travailleurs à Dublin et un million à travers le pays le 22 janvier 1980, la plus grande manifestation syndicale de l'histoire de l'État irlandais. C'est Clifford qui remet une lettre au gouvernement pour demander que « le fardeau intolérable pour la classe ouvrière » soit allégé. En 1983, elle est nommée trésorière honoraire de l'IWWU, et après la fusion de l'IWWU avec le Syndicat des travailleurs fédérés d'Irlande en 1984, elle est nommée membre exécutif et fiduciaire.